# 瑞典电视台
瑞典电视台（瑞典語：Sveriges Television）是瑞典的一个公共电视台，1956年9月4日啟播，拥有瑞典最大的电视广播网。

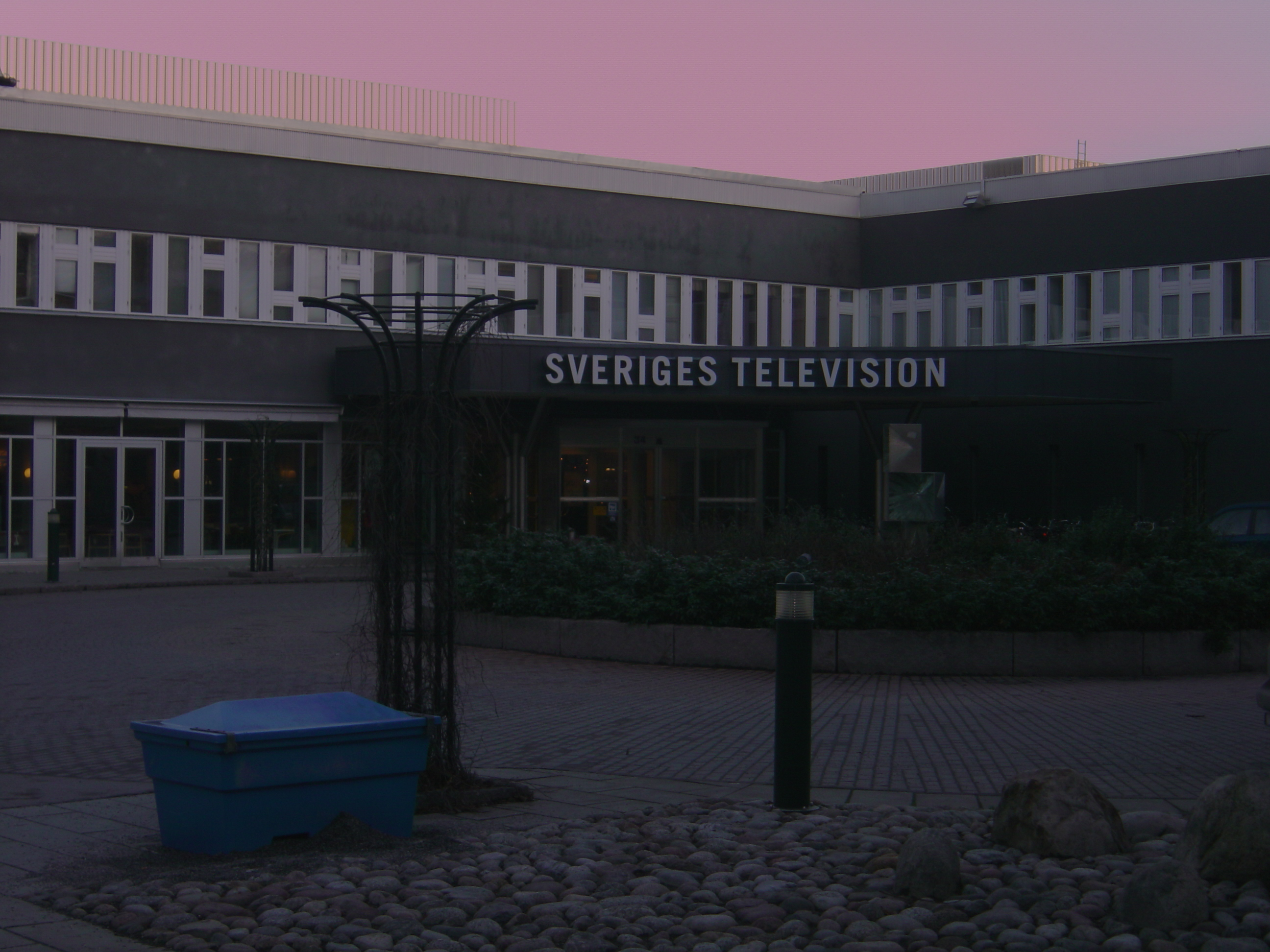
瑞典電視台總部

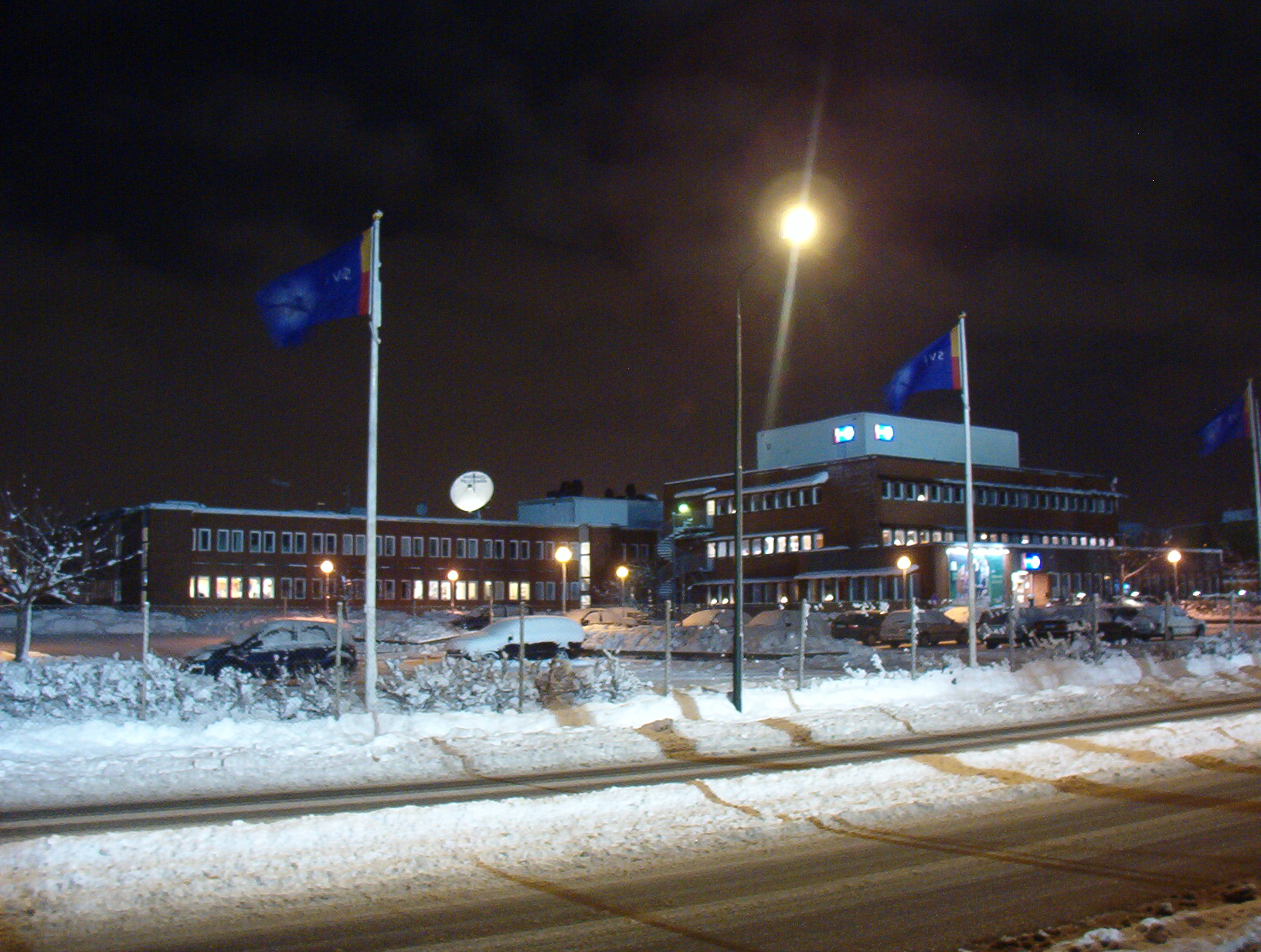
瑞典電視台馬爾默放送局

## 频道
- SVT1
- SVT2
- SVT24
- SVT Barn
- SVT World

## 與中國爭端
瑞典电视台在2018年9月21日晚播出名为《瑞典新闻》的娱乐节目中，主持人耶斯佩尔·罗恩达尔用讽刺式的语言对中国游客瑞典旅舍事件进行调侃，其中一个画面是一幅有中文“禁止大便”字样的警告图示，在使用中国地图时，没将台湾和部分西藏纳入。节目还讽刺中国人吃狗肉。
这个节目加入中文字幕后，上载到中国的网络平台，引发不少中国网民不满，认为节目种族歧视。事件甚至升级至外交层面，中国驻瑞典大使馆周六予以强烈谴责和抗议，形容是种族排外主义，"挑战人性良知",并指责电视台使用中国地图时不完整，要求道歉。中国中央电视台、新华社、《人民日报》等多家官方媒体也纷纷发文抨击，称该节目严重“辱华”。
不过，瑞典电视台称事件是误会，又指节目在翻译时被“断章取义”。2018年9月28日,耶斯佩尔·罗恩达尔在提到之前涉嫌辱华的节目称，他虽然对缺乏文化敏感感到抱歉，但不会对不尊重言论自由的中国政府道歉，并且在节目上秀出一张到处都覆盖着中国国旗的世界地图，讽刺中国说“全世界都你的”。中国驻瑞典使馆9月29日发布声明表示强烈抗议，称瑞典电视台“妄图把中国人民和中国政府对立起来，用心极其险恶”。该声明还抨击说，瑞典电视台辱华节目主持人的所谓道歉“回避种族主义的本质”。该声明还说，中国政府是受到近14亿中国人民“衷心拥戴”的政府。